# Евакуація пілотів з-під Сніжного (липень 2014)
Порятунок пілота під Сніжним — спеціальна операція 3-го кіровоградського полку із пошуку та евакуації пілота збитого літака у липні 2014 року, що закінчилася майже повною загибеллю групи українських спецпризначенців.

## Передумови
23 липня в ході виконання бойових вильотів на прикриття військ у районі кордону два українські штурмовики Су-25М1 (борт 04 «синій») і Су-25 (борт 33 «синій») 299-ї бригади тактичної авіації були збиті російською ППО, і 3-му полку спецпризначення було поставлене завдання послати дві групи в район падіння штурмовиків і знайти льотчиків.
Загін українських спецпризначенців нараховував 19 чоловік — загальне командування здійснював підполковник Сергій Лисенко, дві розвідгрупи під командуванням капітанів Кирила Андреєнка і Тараса Карпи мали по 8 осіб, а також у складі були два водії «Уралів».

## Перебіг подій
28 липня 2014 року під час вдалої спецоперації Сергій Лисенко разом з ще чотирма побратимами врятували одного з пілотів Су-25 і далі продовжили пошук другого, за що Президент доручив міністру оборони представити всіх бійців і пілота до нагороди.
Під вечір 28-го липня бійці вийшли до занедбаної ферми на околицях Латишевого, невеликого села неподалік Степанівки і Сніжного. Місцевий житель, 61-річний Микола Бутрименко, власник ферми і активний член Партії Регіонів, тепло зустрів українських бійців і запевнив що ніяких банд терористів поряд немає, і запропонував заночувати у його ангарі. Сам Бутрименко під приводом провідати дружину у лікарні, поїхав до Сніжного, де повідомив командування бойовиків про розташування українських бійців. Проти бійців спецпризначення була висунута потужна мобільна група під прикриттям одного танку та двох БТРів. Згідно даних Михайла Жирохова, група складалася з бойовиків «Слов'янської бригади», «Востоку» і «Рязані».
Зранку 29 липня бойова охорона помітила колонну бойовиків, але на бронетехніці були нанесені розпізнавальні знаки ЗСУ, тому командир групи не відреагував належним чином, а бойовики мали змогу оточити ферму. Бойовики висунули ультиматум. Після наради було вирішено, що капітан Тарас Карпа здасться у полон, щоб врятувати життя — у нього в березні 2014 року народився син. Він вийшов із піднятими руками, але не пройшов і 50 метрів — був розстріляний чергою з кулемета. Після цього українські спецпризначенці ухвалили рішення йти на прорив. Один з «Уралів», вибивши ворота, помчав у поле. А інший повернув направо і просувався вздовж огорожі. Перший підбили і він вибухнув, а другий розстріляли. У результаті бою з переважаючими силами противника у кіровоградських спецпризначенців було 8 вбитих і 7 полонених. Двоє полонених — Тарас Карпа і водій «Уралу» старший солдат Сергій Гришин, — були тяжко поранені та померли згодом. Четверо чатових із боєм вийшли до своїх.

## Доля пілота
Полковник 299-ї бригади, якого шукала група спецпризначення, потрапив до полону.

## Затримання зрадника і суд
Прокуратура Донецької області розслідує кримінальне провадження, що розпочате за ч. 3 ст. 258 КК України (терористичний акт). 27 червня 2016, у результаті проведення спецоперації та слідчо-розшукових заходів, працівниками Департаменту карного розшуку Національної поліції України спільно зі спецпідрозділом Збройних Сил України затримано посіпаку терористів Бутрименка.
Бутрименко в минулому був активним членом «Партії регіонів», з 2010 — депутат від ПР у Шахтарській райраді, на час обрання керував аграрним господарством ТОВ «Імені Челюскінців». Під час війни прихильник «ДНР» їздив за українською пенсією на вільні від окупації території Донбасу. Дізнавшись, що його розшукують, 2015 року кілька місяців переховувався в російському Таганрозі, з початком посівних робіт повернувся додому. Увечері 26 червня 2016 надійшла агентурна інформація, що Бутрименко вранці наступного дня відправлятиме бухгалтера на підконтрольну Україні територію для вирішення питань свого бізнесу. Бійці ССО провели блискавичну операцію із його затримання на КПВВ «Мар'їнка», — на нейтральній території між українським та ворожим блокпостами.
Микола Бутрименко був притягнутий до кримінальної відповідальності. За тяжкі злочини посібнику терористів загрожує довічне позбавлення волі. 10 лютого 2017 року відбувся один з етапів судового розгляду його справи.
16 травня 2019 року Куйбишевський районний суд Запорізької області розглянув справу Бутрименка, який підозрювався в скоєнні кримінальних злочинів, передбачених ч. 3 ст. 258 (терористичний акт) та ч. 2 ст. 258-5 (фінансування тероризму) КК України. Згідно з вироком, обвинувачений визнаний винним тільки в скоєнні злочину, передбаченого ч. 2 ст. 258-5 (фінансування тероризму) КК України. За ст. 258 КК України, Бутрименко виправданий у зв'язку з тим, що органом обвинувачення в суді не доведено участь обвинуваченого у вчиненні терористичного акту. Йому призначено покарання у вигляді позбавлення волі терміном на 8 років з конфіскацією майна. При цьому термін ув'язнення Бутрименко перерахований за «законом Савченко» (закон про зарахування 1 дня попереднього ув'язнення, як 2 днів в термін основного покарання). Таким чином, станом на травень 2019 року, засудженому залишилося перебувати під вартою близько 1 року.

## Втрати
| Прізвище, ім'я, по-батькові  | Звання         | Дата смерті   | Формування | Обставини |
| ---------------------------- | -------------- | ------------- | ---------- | --- |
| Лисенко Сергій Петрович      | підполковник   | 29 липня 2014 | 3 ОП СпП   | Загинув в районі ангара на фермі в Латишевому |
| Андреєнко Кирило Леонідович  | капітан        | 29 липня 2014 | 3 ОП СпП   | Поранений в районі ангара, відстрілювався до останнього набою. Після допиту був добитий саперною лопаткою в потилицю.                                                                   |
| Карпа Тарас Степанович       | капітан        | 30 липня 2014 | 3 ОП СпП   | Загинув від поранень, які отримав у бою під Латишевим |
| Глобенко Олексій Іванович    | старшина       | 29 липня 2014 | 3 ОП СпП   | Загинув в районі ангара на фермі в Латишевому |
| Шершень Андрій Олексійович   | старшина       | 29 липня 2014 | 3 ОП СпП   | Загинув в районі ангара на фермі в Латишевому |
| Бузуляк Анатолій Віталійович | сержант        | 29 липня 2014 | 3 ОП СпП   | Загинув в районі ангара на фермі в Латишевому |
| Гришин Сергій Миколайович    | старший солдат | 29 липня 2014 | 3 ОП СпП   | Загинув від поранень, які отримав у бою під Латишевим |
| Панков Лев Миколайович       | старший солдат | 29 липня 2014 | 3 ОП СпП   | Загинув в районі ангара на фермі в Латишевому |
| Шимчик Ярослав Володимирович | старший солдат | 29 липня 2014 | 3 ОП СпП   | Загинув в районі ангара на фермі в Латишевому |
| Рикалов Роман Валерійович    | старший солдат | 29 липня 2014 | 3 ОП СпП   | Довгий час перебував у списках зниклих безвісти або полонених. Його ім'я було згадане на панахиді 29 липня 2016 року у Кропивницькому. У 2017 році впізнаний за результатами ДНК тесту. |

## Матеріали
- О. Бакун, Хроника последнего боя группы спецназа в Латышево 29 июля 2014-го [Архівовано 4 серпня 2018 у Wayback Machine.](рос.) // Цензор.нет, 1 серпня 2018